# Jalmari Holopainen
Jalmari Holopainen (Helsinki, 29 giugno 1892 – Helsinki, 3 febbraio 1954) è stato un calciatore finlandese, di ruolo difensore.

## Carriera

### Nazionale
Ha collezionato 6 presenze con la propria Nazionale.

## Palmarès
- Campionato finlandese: 2

HJK: 1911, 1912